# University of Delaware
University of Delaware (i vardagligt tal "UD") är det största universitetet i Delaware. Den huvudsakliga campus är i Newark, med satellit campus i Dover, Wilmington, Lewes, Georgetown. Det är en mellanstort universitet som drivs i privat regi med statligt stöd. Universitetet grundades 1743 och är därmed ett av de äldsta i USA. Av dess ursprungliga klass av tio studenter ingår George Read, Thomas McKean och James Smith. Alla tre av dem undertecknade senare i livet USA:s självständighetsförklaring.